# Morgan City (Luisiana)
Morgan City é uma cidade localizada no estado americano de Luisiana, na Paróquia de St. Martin.

## Demografia
Segundo o censo americano de 2000, a sua população era de 12.703 habitantes.
Em 2006, foi estimada uma população de 11.930, um decréscimo de 773 (-6.1%).

## Geografia
De acordo com o United States Census Bureau tem uma área de
15,6 km², dos quais 15,2 km² cobertos por terra e 0,4 km² cobertos por água. Morgan City localiza-se a aproximadamente 2 m acima do nível do mar.

## Localidades na vizinhança
O diagrama seguinte representa as localidades num raio de 28 km ao redor de Morgan City.